# Вулиця Суворова (Мелітополь)
Вулиця Суворова — вулиця в Мелітополі. Починається від вулиці Ломоносова, де на північний схід і виходить за межі міста к траса на село Терпіння. Забудована приватними будинками.

## Назва
Вулиця названа на честь російського полководця Олександра Васильовича Суворова (1729-1800).
Поруч знаходиться одноменний провулок Суворова.

## Історія
Перша відома згадка вулиці датується 20 грудня 1946 року.